# Шмид, Генрих Феликс
Генрих Феликс Шмид (нем. Heinrich Felix Schmid; 14 августа 1896, Грюневальд возле Берлина, Германия — 6 февраля 1963, Вена, Австрия) — австрийский историк права, ученый — славист, профессор, доктор исторических наук.

## Биография
Его отец был адвокатом и архивным служащим в Мюнхене. В 1902 году родители оставили домашнее хозяйство и в течение длительного периода путешествовали и временно проживали в Италии, Франции и Швейцарии. Это привело к тому, что наряду с немецким, итальянский и французский стали языками его детства. В раннем возрасте у него проявился и интерес к славянским языкам,  особенно русскому и болгарскому. Во время каникул на Женевском озере он познакомился с семьей петербургских немцев — это было его первое знакомство с русским языком. Когда Генриху Феликсу Шмиду исполнилось 11 лет, он в подарок ко дню рождения получил «Справочник староболгарского языка». Таким образом, по его собственному утверждению, он "очень рано познакомился с чужеземной народной самобытностью, которую уважал и понимал".
После смерти отца в 1908 году Генрих Феликс Шмид вместе с матерью поселился в Висбадене, где учился в гимназии и мечтал в дальнейшем изучать теологию. Но Первая мировая война кардинально изменила эти планы. В числе других добровольцев он отправился на фронт во Францию. Позже его дивизия была переведена сначала в Сербию, а затем в Болгарию и Галицию, где он имел возможность больше узнать об этих странах, а знание языков способствовало общению с местным населением.
После войны изучал юриспруденцию в Лейпцигском университете. Здесь же он посещал занятия по славянской филологии. В марте 1922 году он получил степень доктора и осенью следующего году перебрался в австрийский город Грац.
В 1923—1938 гг. и 1945—1948 годах — профессор славянской филологии в Грацском университете.
В 1939 году был призван на службу и принимал участие во Второй мировой войне, служил в ВВС. В мае 1945 г. попал в американский плен, но уже в начале июня был освобожден, а 1 октября — реабилитирован. Начиная с зимнего семестра 1945—1946 гг. он возобновился на должности профессора восточноевропейской истории в университете Граца. Наряду с проведением лекций по славянской филологии и истории права он также читал курсы по истории России, Украины, Польши, Богемии, Венгрии, Румынии и других южнославянских стран.
Был директором Института восточноевропейской истории и юго-восточных исследований в Вене, председателем международной комиссии исторических наук (1955—1963).
С 1929 г. — член Польской академии знаний, с 1959 г. — Польской Академии наук.

## Научная деятельность
В своей научной деятельности и научных позициях Генрих Шмид был инициатором и сторонником научного сотрудничества, уважительного отношения к культуре и истории славянского восточноевропейского мира. Его Восточная Европа - это полноценная часть Европы, довольно тесно связана с немецкой и западноевропейской культурой, правовыми традициями.
Занимался славянской историей, городским устройством славянских государств и немецкой колонизацией восточно-славянских земель. Особым интересом слависта была польская и чешская истории.
В 1927 году профессор Генрих Феликс Шмид вместе с немецким славистом Райнгольдом Траутманном (Reinhold Trautmann) опубликовали программные задачи немецкой славистики. В них они отмечали тесную связь славистики и восточноевропейской истории. Оба ученых критически высказывались по поводу того, что немецкие исследователи истории Восточной Европы почти исключительно посвящают себя истории России, а историю Великого княжества Литовского, Чехии и южных славян полностью игнорируют, а также критиковали тот факт, что у историков часто отсутствуют необходимые знания языков, чтобы досконально знакомиться с славяноязычными историческими трудами. Важнейшую задачу славистики они видели в посредничестве между немцами и славянами, в замене взаимного непонимания на дружественное сотрудничество.

## Избранные научные труды
- Wesen und Aufgaben der deutschen Slavistik. Ein Programm / Schmid H. F., Trautmann R. — Leipzig, 1927.
- Die Burgbezirkverfassung bei den slavischen Völkern, 1927;
- Die rechtlichen Grundlagen der Pfarrorganisation auf westslawischem Boden, 1938;
- Dalmatinische Stadtbücher, 1954,